# Agustín de Landaburu y Ribera
Agustín Hipólito de Landaburu y Pérez de Ribera (*Chilca, 1715 - † Lima, 1777), fue un terrateniente criollo y funcionario colonial en el Virreinato del Perú. Dos veces alcalde ordinario de Lima y constructor de la Plaza de Acho.

## Biografía

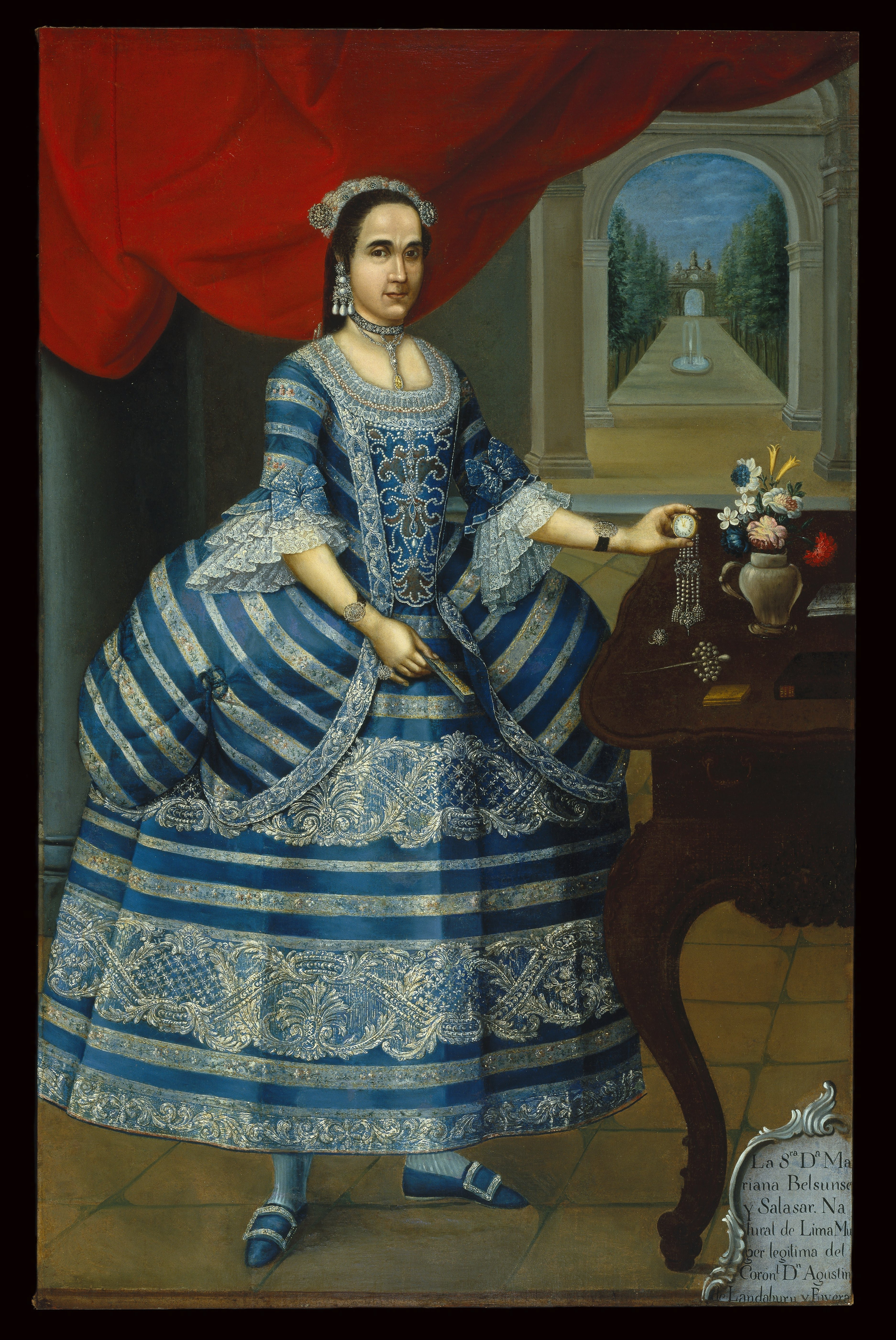
Mariana Belzunce, esposa de Landaburu.

Fueron sus padres el capitán vasco Agustín de Landaburu y Aldeguren, y la dama criolla María Pérez de Ribera. A temprana edad fue reconocido como capitán de las milicias de la villa de Cañete (1730); posteriormente ejerció el cargo de justicia mayor de dicha villa (1740), siendo promovido a coronel del regimiento de caballería de las milicias del partido de Mala (1763), y luego a maestre de campo.
Debido a sus grandes propiedades agrícolas en el valle de Cañete, como las haciendas San Juan de Arona, Cerro Blanco y otras, poseía una gran fortuna, razón por la cual fue elegido alcalde ordinario de Lima en dos oportunidades (1755 y 1766). Propuso construir a su costa una plaza firme para las lidias de toros; con los auspicios del virrey Amat, se obtuvo la autorización por real cédula del 9 de agosto de 1766. Invirtió en su proyecto más de 100.000 pesos, estableciendo ocho corridas anuales de cuyo producto freció 1.500 pesos para el Hospicio de Pobres.
Contrajo matrimonio con Mariana de Belzunce y Salazar, condesa viuda de Casa Dávalos, con la cual tuvo como único hijo a Agustín de Landaburu y Belzunce. Luego de su fallecimiento, sus propiedades pasaron al reconocido médico y prócer José Hipólito Unanue y Pavón.
| Predecesor: Fernando de Torres y Manrique | Alcalde ordinario de Lima Segundo voto 1775 | Sucesor: Juan Manuel de Elcorrobarrutia   |
| Predecesor: José Cavero Vázquez de Acuña  | Alcalde ordinario de Lima Primer voto 1766  | Sucesor: Manuel Fausto Gallegos y Dávalos |